# 京都市動物園

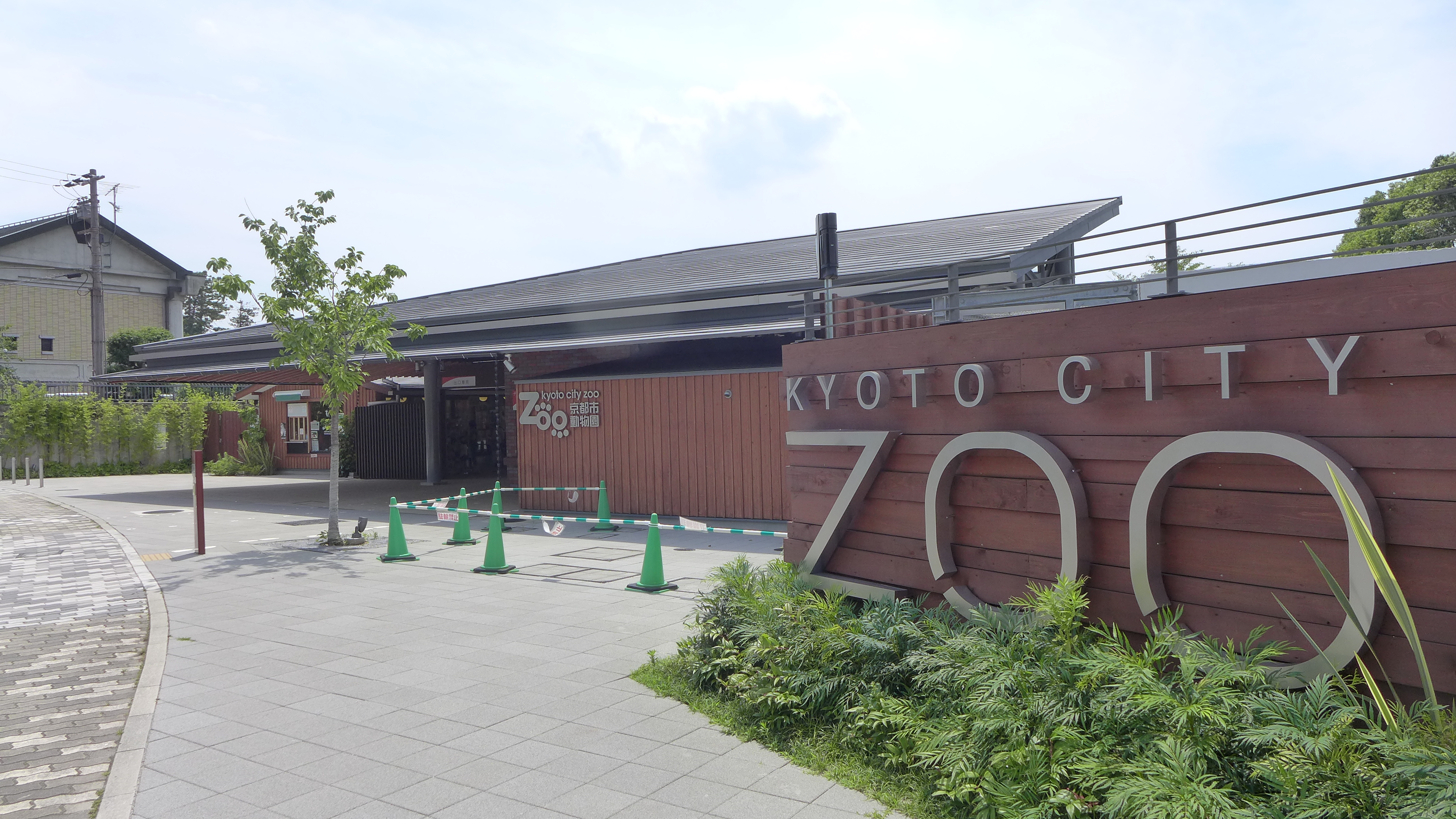

京都市動物園（日语：京都市動物園）是一座位於京都府京都市京都市左京區岡崎的市立動物園。附近有平安神宮、南禪寺、京都會館、京都市美術館等文化設施。京都市動物園在動物繁殖上頗為用心，多次創下日本首次繁殖的成功記錄。現在京都市動物園計劃改建，目標在2016年完成。

## 外部連結
- 京都市動物園官方網頁 （页面存档备份，存于）